# エル＝ハッジ・ディウフ
エル＝ハッジ・ウセイヌ・ディウフ（El-Hadji Ousseynou Diouf, 1981年1月15日 - ）は、セネガル・ダカール出身の元同国代表サッカー選手。現役時代のポジションはFW。

## 来歴
早くからフランスで頭角を現したアフリカを代表する選手であり、2002 FIFAワールドカップで快進撃を見せたセネガル代表の中でも注目を浴び、MVP投票ではベスト4未満のチームの選手としては最高の7位に入ったが、大会後に移籍したリヴァプールFCでは右サイドで起用されることが多かった。
その後、ボルトン・ワンダラーズFCへ移籍し、サム・アラダイス監督の下で復活した。 
2001年、2002年のアフリカ年間最優秀選手賞を受賞し、2004年にはペレ選出のFIFA 100にも名を連ねた。
2007年10月上旬、セネガルサッカー協会の腐敗体質問題を指摘し、26歳でセネガル代表からの引退を表明した。しかし多くの再考嘆願があったことで10月下旬には代表に戻ることを決意した。
2009年4月、クラブに専念することを理由に、再び代表引退を表明した。
2011年7月、フランスのラジオ番組内で、「アフリカのサッカーシステムは完全に腐敗している」と発言し、セネガルサッカー協会から事情聴取を要求されたが無視し、さらに別の番組内で「協会から何らかの処分が下されたら、戦争に突入する」と発言した為ついに協会から今後5年間、セネガル国内で一切のサッカー活動を禁止された。
2012年9月、セネガルサッカー協会はディウフに課した制裁を解除し、彼自身も協会の人事が変更次第、代表への復帰の意思があることを表明した。
2011-12シーズンはチャンピオンシップのドンカスター・ローヴァーズFCに在籍したがチームは降格。2012-13シーズンからリーズ・ユナイテッドAFCへ移籍した。ここで過去に少なからず因縁があったニール・ウォーノック監督の下で再度復活し、短期契約であった契約期間を延長する事に成功した。
2014年11月、マレーシア・プレミアリーグのサバFAと1年契約を結んだ。当初はキャプテンに任命されていたが、翌年7月にジョホール・ダルル・タクジムII FCのアカデミー設立及び同クラブへの無給での加入を示唆したためその座を剥奪された。

## 人物
ディウフは既婚で娘が一人おり、彼の兄であるダム・ディウフもプロサッカー選手だった。
また、ディウフは同じセネガル出身のシンガーソングライターであるエイコンと親交があり、彼の曲をよく聞くとインタビューで答えている。

## 代表歴

### 出場大会
- セネガル代表
  - 2002年 アフリカネイションズカップ（準優勝）
  - 2002年 FIFAワールドカップ（ベスト8）

### 試合数
- 国際Aマッチ 70試合 25得点（2000年-2008年）[3]

| セネガル代表 | 国際Aマッチ | 国際Aマッチ |
| 年           | 出場        | 得点        |
| ------------ | ----------- | ----------- |
| 2000         | 3           | 0           |
| 2001         | 10          | 11          |
| 2002         | 15          | 3           |
| 2003         | 8           | 3           |
| 2004         | 6           | 0           |
| 2005         | 7           | 4           |
| 2006         | 7           | 0           |
| 2007         | 3           | 2           |
| 2008         | 11          | 2           |
| 通算         | 70          | 25          |

## タイトル
クラブ
リヴァプール
- フットボールリーグカップ : 2002-03

レンジャーズ
- スコティッシュ・プレミアリーグ 2010-11
- スコティッシュリーグカップ 2010-11

個人
- アフリカ年間最優秀選手賞 : 2001, 2002
- BBCアフリカ年間最優秀サッカー選手賞 : 2002
- FIFA 100